# Rens Blom
Rens Blom (* 1. März 1977 in Munstergeleen) ist ein ehemaliger niederländischer Leichtathlet, der 2005 im Stabhochsprung mit 5,80 m Weltmeister wurde.
Seinen ersten Erfolg auf internationaler Bühne hatte er bei den Halleneuropameisterschaften 2000, als er mit einer Höhe von 5,60 m die Bronzemedaille gewann. Ebenfalls Dritter wurde er bei den Leichtathletik-Hallenweltmeisterschaften 2003 in Birmingham (5,75 m). Bei den Olympischen Spielen 2004 belegte er den neunten Platz, nachdem er vier Jahre zuvor in der Qualifikation ausgeschieden war.
Seine persönliche Bestleistung erzielte er mit 5,81 m (niederländischer Rekord) am 8. Juni 2004 in Saragossa. Nach zahlreichen Verletzungen gab Blom im September 2008 bekannt, dass er seine sportliche Laufbahn beende.  Rens Blom hatte bei einer Größe von 1,78 m ein Wettkampfgewicht von 75 kg.
Rens Blom ist Ritter des Ordens von Oranien-Nassau.